# Sledda dell'Essex
Sledda (... – 604) è stato un sovrano anglosassone, re dell'Essex dal 587 circa al 604.

## Biografia
Egli era figlio di Aescwine ed il suo regno, secondo la tradizione, ebbe inizio nel 587, anche se molto poco si conosce della sua vita. Sposò Ricula, sorella di re Ethelbert. Egli fu il padre del re Saebert, il cui regno iniziò nel 604, e di un secondo figlio chiamato Sexbald.